# Quercus leana
Quercus leana là một loài thực vật có hoa trong họ Cử. Loài này được Nutt. miêu tả khoa học đầu tiên năm 1842.